# UnaG

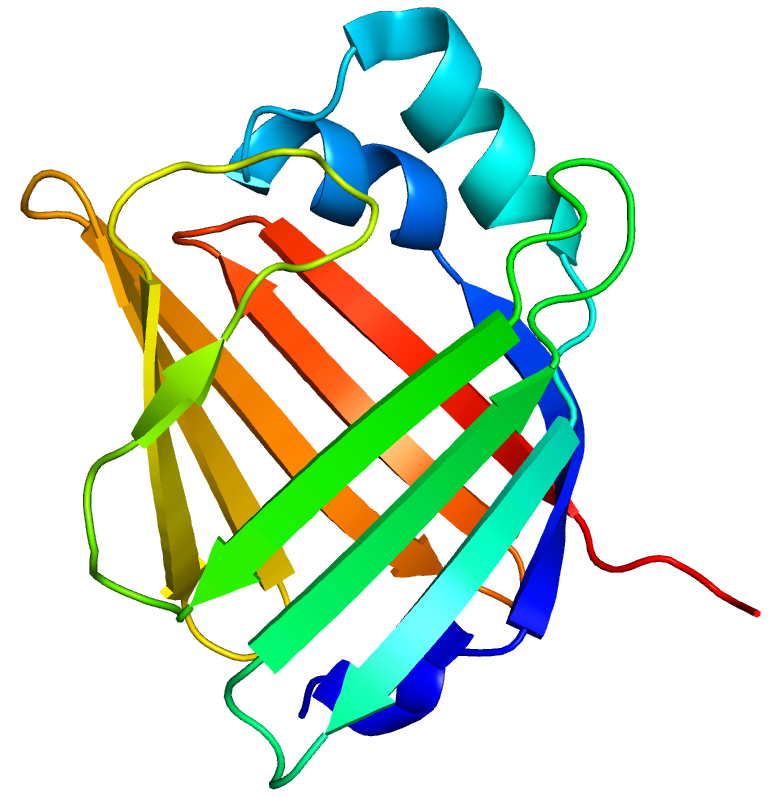
UnaGの結晶構造 (PDBコード:4I3B)

UnaG（ユーナジー）とは、ニホンウナギ（Anguilla japonica）の筋肉に存在する緑色蛍光タンパク質である。蛍光性発色団としては、ビリルビンが結合する。

## 発見
2009年、鹿児島大学水産学科のグループによって、ニホンウナギの筋肉から単離・精製された蛍光タンパク質が報告された。
その後、理化学研究所脳科学総合研究センター細胞機能探索技術開発チームの研究により、当該タンパク質の遺伝子が同定され、2013年に、その遺伝子産物がUnaGと命名された。名前の由来はUnagi (ウナギ）と Green fluorescent protein（緑色蛍光タンパク質）である。

## 構造

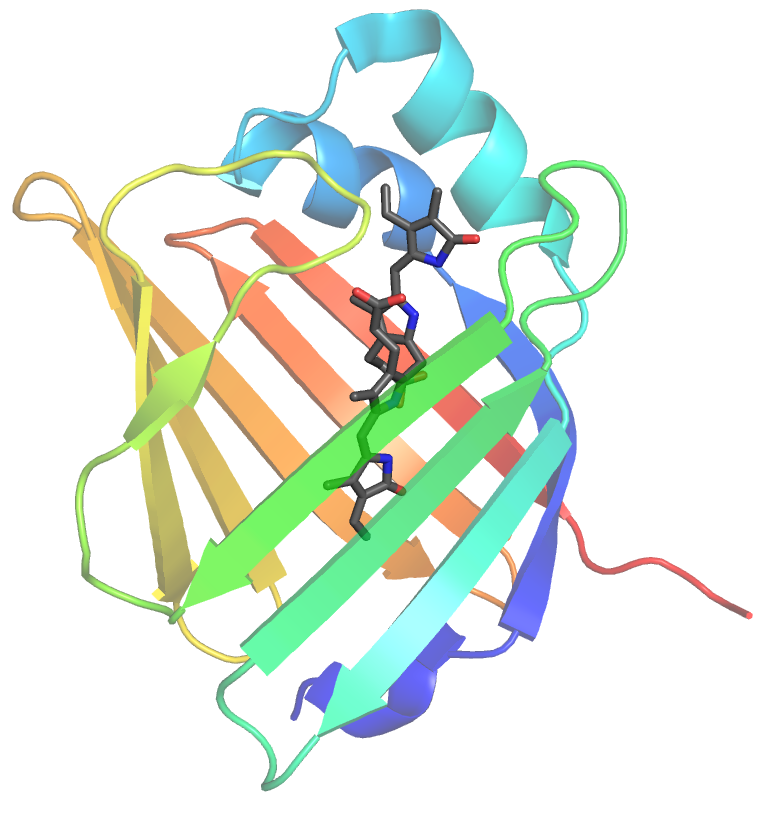
内部のポケットにビリルビンの結合したUnaG (PDBコード:4I3B)。ビリルビンの炭素骨格を黒色のスティックモデルで示した。ビリルビン中の酸素および窒素原子はそれぞれ赤色と青色で示している。

UnaGは139個のアミノ酸から構成される、脂肪酸結合タンパク質（fatty-acid-binding protein:FABP)ファミリーのタンパク質である。
X線結晶構造解析によって、1.2Å分解能での立体構造が決定されており、2本のαヘリックスと、10本のβストランドから構成されることが知られている。タンパク質構造の内側には外来分子が結合できるポケットを有しており、このポケットにビリルビンが結合することでUnaGは緑色蛍光を示す。いっぽう、ビリルビン誘導体とは結合しないが、これは、ビリルビンとの結合が特異的になるような構造をUnaGが持つためである。UnaGとビリルビンとの間の解離定数は9.8 x 10-11 Mと小さく、両者の間の結合が強いことを示している。

## 機能と応用
「なぜUnaGが筋肉においてビリルビンと結合しなければならないのか」や「なぜニホンウナギがこのような蛍光タンパク質を有しているのか」といったことは、いまだ明らかになっていないが、UnaGとビリルビンとの結合の強さ、および特異性の高さから、UnaGを生体中でのビリルビンセンサーとして利用するための研究が行われている。